# Expiremont
Expiremont – miejscowość i gmina we Francji, w regionie Nowa Akwitania, w departamencie Charente-Maritime.
Według danych na rok 1990 gminę zamieszkiwało 87 osób, a gęstość zaludnienia wynosiła 15 osób/km² (wśród 1467 gmin regionu Poitou-Charentes Expiremont plasuje się na 899. miejscu pod względem liczby ludności, natomiast pod względem powierzchni na miejscu 1041.).